# Savigné-sous-le-Lude
Savigné-sous-le-Lude là một xã trong tỉnh Sarthe ở tây bắc nước Pháp. Xã này có diện tích 34 km2, dân số năm 2006 là 442 người.